# Adiponektin
Adiponektin (auch als GBP-28, apM1, AdipoQ und Acrp30 bezeichnet) ist ein Peptidhormon, das in den Fettzellen beim Menschen und bei Tieren gebildet wird. Es reguliert zusammen mit anderen Adipokinen (Fettgewebshormone) wie Leptin, sowie dem Insulin und anderen Hormonen das Hungergefühl und die Nahrungsaufnahme. Es moduliert die Wirkung des Insulins an den Fettzellen.

## Struktur
Adiponektin besteht aus 244 Aminosäuren und bildet Trimere, Hexamere, oder auch 12-18-mere. Es ist kollagenähnlich aufgebaut und enthält die Untereinheiten 'collagen-like' (66 aa) und den Komplementfaktor C1q (107 aa).

## Regulation und Wirkung
Sind die Fettzellen voll, wird wenig Adiponektin produziert. Sind sie leer, wird die Produktion gesteigert. Übergewichtige haben einen niedrigen Adiponektin-Spiegel, was die Wirkungen von Insulin abschwächt. Ein niedriger Spiegel von Adiponektin erhöht im Zusammenspiel mit genetischen Faktoren das Risiko von Diabetes mellitus und führt zugleich oft schon lange vor der Entdeckung der Zuckerkrankheit zu Gefäßschädigungen. Beim metabolischen Syndrom gilt Adiponektin als Verlaufparameter (Normalwert beim Menschen: über 10 µg/l). Adiponektin wirkt der Ausbildung einer Atherosklerose (antiatherogen) entgegen und entzündungshemmend (antiinflammatorisch). Menschen mit einem hohen Adiponektinspiegel sind vor Diabetes geschützt.
In Tierversuchen wird bei hohen Gaben von Adiponektin der Abbau von Fett beschleunigt.
Frauen mit erhöhten Plasmaspiegeln von Adiponektin haben ein erhöhtes Risiko, eine Demenzerkrankung zu entwickeln.